# البلد الآخر
البلد الآخر: نشرات من الموفسيل هو كتاب كُتب عام (2012) بواسطة الصحفي الهندي، والمذيع التليفزيوني والكاتب: (مرينال باند).

## الملخص
يدرس الكتاب الفجوات المتزايدة بين الهند المدينة الصغيرة وتلك المدينة الكبرى، وذلك في التنمية والفرص الغير متكافئة.
يُحِقق (باندي) في «الانقسام الكبير للغة» بين اللغتين الرسميتين في الهند وهما الهندية والانجليزية، ويقوم بتحليل المسائل المتعلقة بإدارة الماء التي تواجه الهند.
ويكتب (باندي) أيضًا عن الاستقطاب المتزايد حول القضايا الاجتماعية بين المناطق الحضارية والأخرى المدن الصغيرة. ويضم الكتاب قصصًا مختلفة عن نساء ناضلنا ضد التوقعات المجتمعية لتحقيق أهدافهن. كما تدين (باندي) تشويه المرأة في الإعلام الرأسمالي والنظام الأبوي المُتَبع في الهند.

## الاستقبال
في فيلم هندو، أشاد (سواتي دفتر) بالعمل، ووصفه بأنه «مزيج كلاسيكي من التقارير الصحفية الصاخبة والمقالات الروائية».
وكتب (دفتر) أن البلد الآخر هو «ضروري للقراءة لأي شخص يحاول أن يفهم بعض من أكثر القضايا المزعجة التي تواجه مجتمعنا اليوم». وما بين السطور، تكتب ( سيما خينافار) أن هذا العمل «هو نظرة فكرية مثيرة للاهتمام في القضايا العديدة المُؤثرة على بلدنا « الهند الساطعة»